# Marta Flich
Marta Flich (Valência, 21 de Julho de 1978) é uma atriz espanhola de teatro, cinema e televisão, também graduada em Economia e mestra em Comércio Internacional.

## Biografia
Nascida em Valência, tem vivido grande parte de sua vida em La Vall d'Uixó. Aos sete anos começou a estudar piano e canto no conservatorio de música. É licenciada em Economia pela Universidade de Valência e tem um mestrado em Comércio Internacional pela Universidade de Delaware. Tem trabalhado em banca, profissão que compartilhou com sua formação em interpretação. Além de atriz, também tem trabalhado como presentadora de televisão.
Desde 2016, colabora no Huffington Post num videoblog onde explica a atualidade econômica de uma maneira singela e mordaz.

## Televisão
| Ano  | Série                 | Canal     |
| ---- | --------------------- | --------- |
| 2017 | Mad in Spain          | Telecinco |
| 2011 | Solo comedia          | Web       |
| 2010 | Impares Premium       | Neox      |
| 2008 | HKM                   | Cuatro    |
| 2007 | Lalola                | Antena 3  |
| 2007 | Escenas de matrimonio | Telecinco |
| 2007 | Cuestión de sexo      | Cuatro    |

## Cinema
| Ano  | Filme                    | Diretor/a                 |
| ---- | ------------------------ | ------------------------- |
| 2014 | Vampyres                 | Víctor Matellano          |
| 2013 | Días de lluvia           | Eneas Martínez            |
| 2013 | Omnívoros                | Óscar Rojo                |
| 2012 | 2x0 (Curta-metragem)     | Marta Flich e Román Reyes |
| 2010 | La curva de la felicidad | Luis Sola                 |

## Teatro
Atriz
| Ano  | Obra de teatro                 |
| ---- | ------------------------------ |
| 2013 | 5 mujeres que comen tortilla   |
| 2013 | Efecto dominó                  |
| 2012 | Sé infiel y no mires con quién |

Diretora
| Ano  | Obra de teatro  |
| ---- | --------------- |
| 2008 | La boda de Zinc |
| 2000 | Triple A        |